# Kashikishi
Kashikishi, auch Kasnikishi oder Kasikisi, ist ein Ort wenige Kilometer nördlich von Nchelenge in Sambia in der Provinz Luapula, am südöstlichen Ufer des Mwerusees. Er liegt im Distrikt Nchelenge, etwa 920 Meter über dem Meeresspiegel.

## Soziales
Kashikishi vor allem wegen seines Krankenhauses, dem St.-Paul’s-Mission-Hospital, bekannt, das von Ordensschwestern der Diözese Mansa geführt und seit 1973 konsequent von einem Förderverein im schweizerischen Basel mit fachlicher Beratung durch das Kantonsspital unterstützt wird. St. Paul’s bietet nicht nur 140 Betten, sondern auch eine Schwesternausbildung. Dafür erhält es Unterstützung in Stromversorgung, Infrastruktur, bei Medikamentenengpässe, Personalproblemen und medizinischer Lehre aus Basel. So ist es im Distrikt Nchelenge das wichtigste Krankenhaus und für die Versorgung der gesamten Bevölkerung von 150.000 Menschen zuständig, wenn nicht auch für die Menschen auf der anderen Seeseite in der Demokratischen Republik Kongo.

## Wirtschaft
Kashikishi ist neben Nchelenge der wichtigste Fischmarkt am Mwerusee, was mit der Asphaltstraße von hier in den rund 500 Kilometer entfernten Copperbelt zu tun hat. Die Steuern auf Fisch in beiden Städten finanzieren 80 % des Distrikthaushaltes (im Jahre 2000 vier Millionen Kwacha). Der Ort hat Grund- und Sekundarschulen, eine ungeteerte, 1.000 Meter lange Flugpiste, Banken und einige Geschäfte.